# Актанышская волость
Актанышская волость (Актанышевская, тат. ئاقتانش ۋولىٰسىٰ, Aqtanьş vulьsь, Актаныш вулысы) — административно-территориальная единица в составе Мензелинского уезда Уфимской губернии и Мензелинского кантона Татарской АССР.
По состоянию на 1913 год волостное правление находилось в Актаныше. На 1910-е годы граничила с Такталачукской, Байсаровской волостями Мензелинского уезда и Илишевской волостью Бирского уезда.
Волость возникла в 1887 году. Ранее её населённые пункты, находясь на территории Мензелинского уезда, относились к Илишевской волости Бирского уезда.
По декрету «Об Автономной Татарской Социалистической Советской Республике» вошла в состав Мензелинского кантона Татарской АССР. В 1924 году укрупнена, к ней присоединены Такталачукская волость (без селений Барсуково, Гареево, Азьметево, Старое и Новое Балтачево, Татарские и Черемисские Ямалы) и селение Кичнарат Старо-Мелькенской волости.
К 1930 году волость делилась на 15 сельсоветов (Актанышский, Азякульский, Мрясевский, Шариповский, Уразаевский, Старо-Тлякеевский, Такталачукский, Кадыкеевский, Талнамасовский, Алимовский, Аишевский, Ново-Алимовский, Султангуловский, Чуганакский, Зияшевский).
В связи с введением районного деления на всей территории Татарской АССР упразднена в 1930 году, вся территория волости включена в состав Актанышского района.